# Horacio Capel Sáez
Horacio Capel Sáez (Málaga, 7 de fevereiro de 1941) é um geógrafo e escritor, autor de vários livros e orientador de inúmeras teses de doutorado, particularmente conhecido por seu trabalho no campo da geografia urbana espanhola.
Em 2008 ele ganhou o Prêmio Vautrin Lud, a maior distinção atribuída no campo da Geografia. Este prémio é atribuído por um júri internacional para selecionar os indicados em uma pesquisa internacional de instituições científicas, revistas de prestígio e geógrafos. O prêmio reconhece a contribuição do candidato para o avanço da ciência geográfica, sendo o candidato validado pela comunidade geográfica internacional.
Ele também escreveu livros sobre filosofia, historiografia e outras questões. Bacharel em Letras, Departamento de História, da Universidade de Múrcia, 1963
Professor da Universidade de Múrcia, 1964 e 1966. Doutor em Filosofia, Secção de Geografia da Universidade de Barcelona, 1972. Professor Assistente de Geografia, com dedicação exclusiva, da Universidade de Barcelona, 1967. Professor de Geografia Humana, Agosto de 1975. Professor de Geografia Humana da Universidade de Barcelona, em setembro de 1983.

## Prêmios e reconhecimentos
- Generalidad de Cataluña: Distinción a la Actividad Investigadora (2003).
- Conferencia de geógrafos latinoamericanos: Premio Preston James (2006).
- Prêmio International de Geografia Vautrin Lud (2008).[2]
- Doctor honoris causa de la Universidad Nacional de Cuyo, Mendoza, Argentina.
- Doctor honoris causa de la Universidad Nacional de San Juan, San Juan, Argentina.

## Livros
- O Nascimento da ciência moderna e a America: o papel das comunidades científicas, dos profissionais e dos técnicos no estudo do território; Autor:Horacio Capel Sáez                       ISBN 858554533X
- Filosofía y ciencia en la geografía contemporánea; Ano 1981; Autor:Horacio Capel Sáez        ISBN 8475330096
- Barcelona : la construcción urbanística de una ciudad compacta: Horacio Capel y Joan Busquets Grau, Ediciones del Serbal, 2004, 480 pg. ISBN 978-84-7628-458-2.
- Dibujar el mundo : Borges, la ciudad y la geografía del siglo XXI:Horacio Capel, Ediciones del Serbal,2001, 160 pg. ISBN 978-84-7628-364-6.
- La morfología de las ciudades: Horacio Capel, 2 volúmenes, ISBN 978-84-7628-450-6.
- Capitalismo y morfología urbana en España: Horacio Capel, Ed. Del cordel, 1977, 192 pg. ISBN  9788437700250.
- Estudios sobre el sistema Urbano: Horacio Capel, Universidad de Barcelona, 1974, 204 pg. ISBN 978-84-600-6342-1.
- Mapas y civilización : historia de la cartografía en su contexto cultural y social: Horacio Capel, Norman J.W.Thrower, Francesc Nadal Piqué, Ed. del Serbal, 2002, 344 pg. ISBN 978-84-7628-384-4.
- Una lengua para Babel : la nueva imagen del mundo: Horacio Capel, José David Sacristán de Lama, Ed.del Serbal, 2005, 240 pg. ISBN 978-84-7628-484-1.